# Mistrzostwa Świata w Saneczkarstwie 1999
Mistrzostwa Świata w Saneczkarstwie 1999 – 31. edycja mistrzostw świata w saneczkarstwie, rozegrana w dniach 29–31 stycznia 1999 roku w niemieckim Schönau am Königssee. W tym mieście mistrzostwa odbyły się już piąty raz (wcześniej w 1969, 1970, 1974 i 1979). Rozegrane zostały cztery konkurencje: jedynki kobiet, jedynki mężczyzn, dwójki mężczyzn oraz zawody drużynowe. W tabeli medalowej najlepsze były Niemcy.

## Wyniki

### Jedynki kobiet
| Medal  | Zawodniczka          | Państwo | Czas     | Strata  |
| ------ | -------------------- | ------- | -------- | ------- |
| złoto  | Sonja Wiedemann      | Niemcy  | 1:32,462 |         |
| srebro | Barbara Niedernhuber | Niemcy  | 1:32,490 | + 0,028 |
| brąz   | Sylke Otto           | Niemcy  | 1:32,544 | + 0,082 |
| 4.     | Susi Erdmann         | Niemcy  | 1:32,763 | + 0,301 |
| 5.     | Angelika Neuner      | Austria | 1:32,764 | + 0,302 |
| 6.     | Natalie Obkircher    | Włochy  | 1:33,581 | + 1,119 |
| 7.     | Silke Kraushaar      | Niemcy  | 1:33,599 | + 1,137 |
| 8.     | Margarita Klimienko  | Rosja   | 1:33,875 | + 1,413 |

### Jedynki mężczyzn
| Medal  | Zawodnik          | Państwo | Czas     | Strata  |
| ------ | ----------------- | ------- | -------- | ------- |
| złoto  | Armin Zöggeler    | Włochy  | 1:35,556 |         |
| srebro | Jens Müller       | Niemcy  | 1:35,819 | + 0,263 |
| brąz   | Norbert Huber     | Włochy  | 1:35,911 | + 0,355 |
| 4.     | Robert Fegg       | Niemcy  | 1:35,933 | + 0,377 |
| 5.     | Markus Prock      | Austria | 1:36,075 | + 0,519 |
| 6.     | Rainer Margreiter | Austria | 1:36,105 | + 0,549 |
| 7.     | Denis Geppert     | Niemcy  | 1:36,128 | + 0,572 |
| 8.     | Karsten Albert    | Niemcy  | 1:36,291 | + 0,735 |

### Dwójki mężczyzn
| Medal  | Zawodnicy                         | Państwo           | Czas     | Strata  |
| ------ | --------------------------------- | ----------------- | -------- | ------- |
| złoto  | Patric Leitner/Alexander Resch    | Niemcy            | 1:31,841 |         |
| srebro | Markus Schiegl/Tobias Schiegl     | Austria           | 1:32,047 | + 0,206 |
| brąz   | Mark Grimmette/Brian Martin       | Stany Zjednoczone | 1:32,074 | + 0,233 |
| 4.     | André Florschütz/Torsten Wustlich | Niemcy            | 1:32,342 | + 0,501 |
| 5.     | Chris Thorpe/Gordy Sheer          | Stany Zjednoczone | 1:32,470 | + 0,629 |
| 6.     | Steffen Skel/Steffen Wöller       | Niemcy            | 1:32,499 | + 0,658 |
| 7.     | Ihor Urbanski/Andrij Muchin       | Ukraina           | 1:32,816 | + 0,975 |
| 8.     | Danił Czaban/Oleg Jermolin        | Rosja             | 1:33,121 | + 1,280 |

### Drużynowe
Zawodnicy otrzymywali punkty za wywalczone miejsca (30 punktów za pierwsze, 29 za drugie itd.). Startowano w jedynkach kobiet, jedynkach mężczyzn oraz dwójkach mężczyzn.
| Medal  | Zawodnicy                                                                 | Państwo             | Punkty |
| ------ | ------------------------------------------------------------------------- | ------------------- | ------ |
| złoto  | Andrea Tagwerker/Markus Prock/Markus Schiegl/Tobias Schiegl               | Austria I           | 87     |
| srebro | Silke Kraushaar/Robert Fegg/André Florschütz/Torsten Wustlich             | Niemcy I            | 83     |
| brąz   | Sylke Otto/Georg Hackl/Patric Leitner/Alexander Resch                     | Niemcy II           | 79     |
| 4.     | Natalie Obkircher/Norbert Huber/Gerhard Plankensteiner/Oswald Haselrieder | Włochy I            | 78     |
| 5.     | Becky Wilczak/Adam Heidt/Mark Grimmette/Brian Martin                      | Stany Zjednoczone I | 72     |
| 6.     | Lilija Łudan/Johan Rousseau/Ihor Urbanski/Andrij Muchin                   | Ukraina/ Francja    | 66     |
| 7.     | Hanne-Monika Hovsengen/Bengt Walden/Anders Söderberg/Bengt Walden         | Szwecja/ Norwegia   | 65     |
| 8.     | Doris Preindl/Armin Zöggeler/Christian Oberstolz/Patrick Gruber           | Włochy II           | 57     |

## Klasyfikacja medalowa
| Miejsce | Państwo           | złoto | srebro | brąz | Razem |
| ------- | ----------------- | ----- | ------ | ---- | ----- |
| 1.      | Niemcy            | 2     | 3      | 2    | 7     |
| 2.      | Austria           | 1     | 1      | 0    | 2     |
| 3.      | Włochy            | 1     | 0      | 1    | 2     |
| 4.      | Stany Zjednoczone | 0     | 0      | 1    | 1     |